# Caesar Rodney
Caesar Rodney (7 de outubro de 1728 - 26 de junho de 1784)  foi um advogado e político americano, natural de St. Jones Neck em Dover Hundred, Kent County, Delaware, a leste de Dover . Foi oficial da milícia do Delaware durante a Guerra Franco-Indígenarança e a Revolução Americana, foi representante do Delaware no Congresso Continental, foi um dos signatários da Declaração de Independência e presidente do Delaware durante a Revolução Americana. 

## Revolução Americana

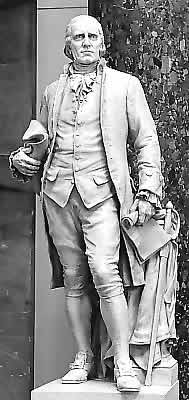
Estátua de,Caesar, Rodney

Rodney foi eleito para a Assembleia do Delaware na sessão de 1761/62, e manteve-se como representante até à sessão de 1775/76. Com Thomas McKean, foi delegado ao Congresso da Lei do Selo (Stamp Act), em 1765, e líder do Comité de Correspondência do Delaware. Presidiu por diversas vezes à Assembleia do seu Estado, incluindo na importante sessão do dia 15 de junho de 1776, quando "com Rodney na presidência e Thomas McKean liderando o debate no plenário", a Assembleia do Delaware votou pelo corte de todos os laços com o Parlamento britânico e com o rei.

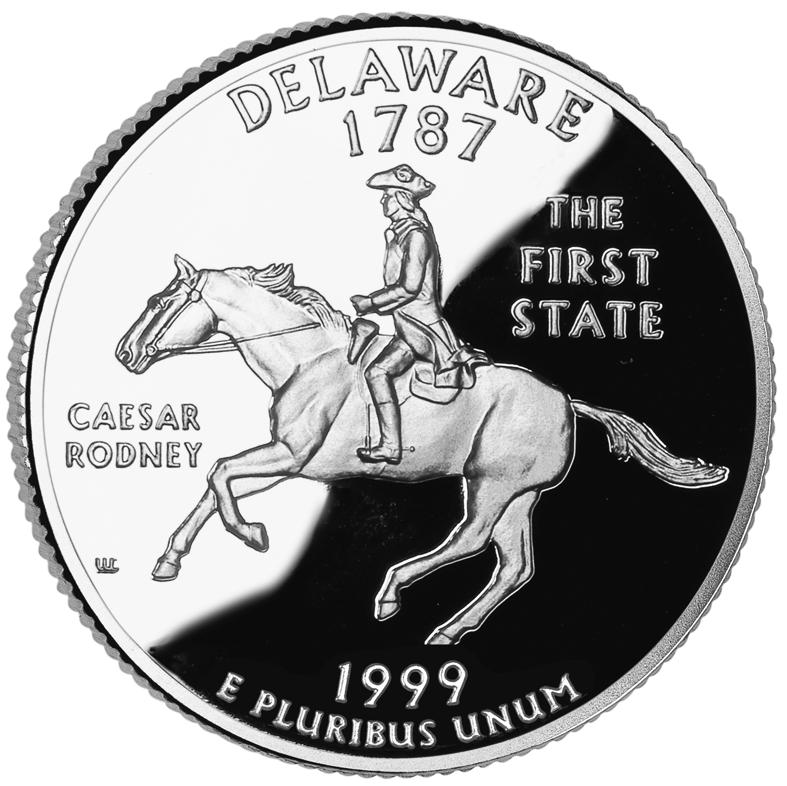
Caesar Rodney na moeda de 25 cêntimos do Estado de Delaware, de 1999.

Rodney participou também no Congresso Continental, como delegado do Delaware, em conjunto com Thomas McKean e George Read, de 1774 a 1776. Rodney estava em Dover quando Thomas McKean lhe escreveu a informá-lo de que ele e Read estavam num impasse quanto ao voto pela independência. Read estava contra ao passo qye McKean era a favor. Para quebrar o impasse, no dia 1 de julho de 177, Rodney cavalgou mais de 120 quilómetros durante a noite, enfrentando uma terrível tempestade. Chegou a Filadélfia no dia 2 de junho e, sem descansar e sem tirar "as botas e as esporas", dirigiu-se imediatamente ao Congresso, onde estava a começar a votação. O seu voto a favor da independência, com o de McKean, permitiram que o Delaware se juntasse a outros onze estados na aprovação da resolução sobre a independência. A Declaração de Independência seria aprovada dois dias depois, com Rodney como um dos signatários, e proclamada no dia 4 de julho de 1776. Mas o voto de Rodney teve repercussões no Delaware, levando à sua derrota no condado de Kent, quando corria a um lugar para a Convenção Constitucional de Delaware e para a nova Assembleia Geral de Delaware.